# Naberezhné (Dubno)
Naberezhné (ucraniano: Набережне́) es un pueblo de Ucrania perteneciente al municipio rural de Boremel, en el raión de Dubno de la óblast de Rivne.
En 2001, el pueblo tenía una población de 323 habitantes.
Se encuentra en la periferia oriental de Boremel, a orillas del embalse del río Styr, sobre el lugar por el que pasa la carretera T0303 que une Demýdivka con Lutsk.

## Historia
Antes de la formación del actual municipio de Boremel en 2016, el pueblo era una pedanía del consejo rural de Boremel en el raión de Demýdivka.